# La Becquée (Millet)
Cet article concerne le tableau. Pour le roman, voir La Becquée.
La Becquée ou Femme faisant déjeuner ses enfants est un tableau de Jean-Francois Millet, peint en 1860. Il est conservé au palais des Beaux-Arts de Lille.

## Description
Une  mère, accroupie sur un tabouret devant sa porte de ferme, donne la soupe à ses trois enfants assis sur le seuil tandis que le père, à l'arrière plan, bêche son jardin.
Dans une lettre adressée au critique d’art Théophile Thoré-Burger, qui a vu la toile exposée dans la galerie Martinet, boulevard des Italiens, Millet explique : « Je voudrais que, dans la Femme faisant déjeuner ses enfants, on imagine une nichée d’oiseaux à qui leur mère donne la becquée. L’homme travaille pour nourrir ces êtres là ». Dans la même lettre, il précise encore : « Je voudrais que les êtres que je représente aient l'air voués à leur position et qu'il soit impossible d'imaginer qu'il leur puisse venir à l'idée d'être autre chose. Gens et choses doivent toujours être là pour une fin. ».

## Analyse

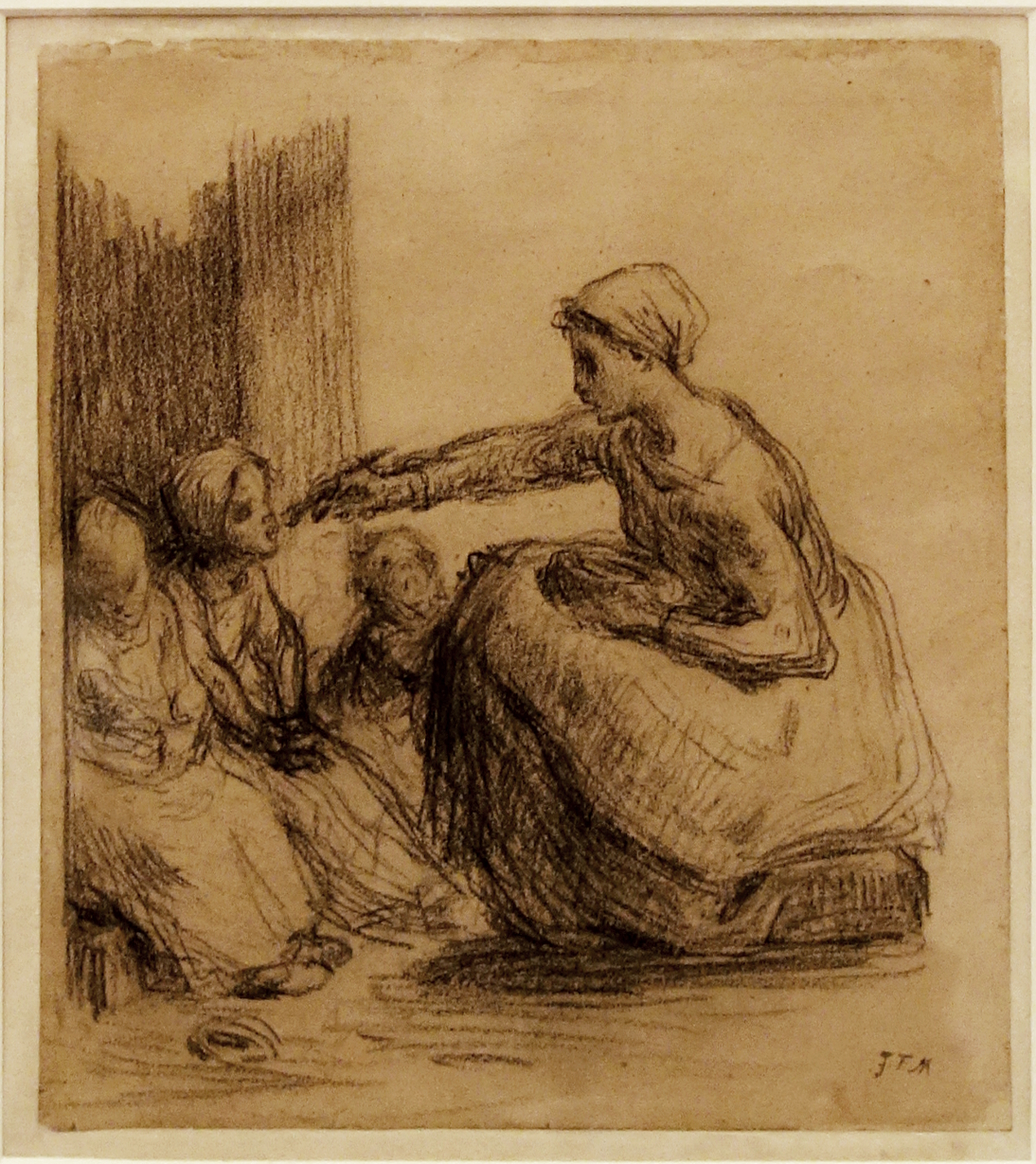
Croquis préparatoire (1848-1849), Palais des Beaux-Arts de Lille

Millet croque ses modèles sur place, mais retourne dans son atelier pour peindre. La comparaison entre les dessins préparatoires, réalisés longtemps avant, et la peinture, fait apparaître une véritable maturation des intentions du peintre dans la composition du tableau. Si le thème lui-même, transgressif dans sa représentation familiale de petites gens à une époque où cela ne se faisait pas, est d'emblée présent, la construction de la scène peinte dirige le regard du spectateur vers le père qui travaille la terre. Bien qu'à peine visible, il tient une place centrale dans la mise en abîme des actions nourricières assignées à chacun. Tout concourt alors à exprimer l'harmonie familiale, depuis les jeux de regards et de mains des enfants unis par une tendresse fraternelle jusqu'aux figures des parents, massive et protectrice pour la mère, discrète et laborieuse pour le père, unies dans leur fonction nourricière. L'harmonie familiale est encore confortée par l'harmonie des jeux de couleurs et par la lumière qui baigne la scène. 

## Histoire
La toile, réalisée vers 1860, est l’aboutissement d’un long processus, les premiers croquis et dessins préparatoires, dont certains sont également conservés au palais des Beaux-Arts de Lille, datant des années 1848-1849.
En 1871, le tableau est la propriété de Madame Maracci, riche mécène qui souhaite faire don à la ville de Lille d'une toile d'Auguste-Joseph Herlin, alors adjoint au conservateur du musée de peinture de la ville. Herlin, gêné, l'en dissuade, et la convainc de faire don d'une œuvre d'un autre artiste. C'est ainsi que le tableau de Millet serait entré au musée.
Une esquisse peinte de « Femme faisant manger ses enfants », réalisée en 1848, est également conservée au Musée national Zabana d'Oran, en Algérie. Acquise dans les années 1950, volée en 1985 et retrouvée en France en 2001, elle a été restituée aux autorités algériennes en 2014. 